# Parque Juanes de la Paz
El parque Juanes de la Paz es una obra de espacio público recreativo localizada en Medellín, Colombia, en la comuna número 5 
Castilla en el barrio homónimo, sector noroeste de la ciudad. Fue construida y ofrecida a la ciudadanía dentro de los programas de expansión del espacio público de la administración municipal. Además, el parque fue promovido a impulsos de los deseos que el cantante medellinense Juanes tiene para ayudar a la ciudad donde creció y pasó gran parte de su juventud, en especial a las gentes de más bajos recursos y discapacitadas, y primordialmente a las víctimas de minas terrestres.
Además de Juanes, quien con la colaboración de Microsoft Latinoamérica aportó a través de su fundación Mi Sangre la sala de informática y computadores del parque, en su construcción colaboraron por igual una importante empresa comercial antioqueña y otra fundación de ayuda a discapacitados de la región. 
La administración local colaboró igualmente en esta empresa. El área destinada para su construcción fue de 70 mil metros cuadrados, al interior de los cuales se construyeron dos edificaciones, la mayor de 784 metros cuadrados, con áreas de estacionamiento.
Dentro de la instalación se ubica una subsede para la Fundación Mi Sangre.

## Atracciones
El lugar está destinado fundamentalmente a deportes varios e informática, tanto para discapacitados como para la ciudadanía en general, especialmente los habitantes de los barrios populares vecinos o de cualquier otro lugar de la ciudad, al igual que para los turistas y admiradores del cantautor que deseen conocer este moderno parque, una de sus múltiples obras sociales. 
Al visitante se ofrecen allí, entre otras:
- Zona verde de cuatro mil metros cuadrados
- Zona de recreación pasiva, con arborización; cuenta con casi 800 árboles
- Andenes para caminar y ciclorutas
- Senderos para trotar
- Teatro al aire libre
- Cuenca recuperada de un riachuelo
- Como atractivo único, posee un área “multisensorial”, donde personas sin ninguna limitación física experimenten las sensaciones de los discapacitados, como pasar un túnel con los ojos vendados o superar algún juego específico con las manos o pies vendados.

## Beneficiarios
En total, el parque Juanes de la Paz beneficiará en forma directa, además de todo el público en general; a unos 150 mil habitantes de las zonas colindantes y barrios vecinos como Pedregal, Castilla, Las Brisas, Boyacá, Francisco Antonio Zea, Alfonso Lopez, Tricentenario y La Esperanza.

## Comentarios del artista sobre el parque
El día de la presentación de su parque, el destacado artista, uno de las personas más influyentes del mundo en la actualidad según la revista People, se expresó en los siguientes términos:
"Es un gran honor, le agradezco al alcalde de Medellín, Sergio Fajardo, por esta invitación que me hace; es un compromiso muy grande porque cualquier nombre de nosotros con ese apellido, que es la paz, es muy importante. Es un lugar más para que la gente se pueda encontrar, compartir, tolerarse... es un ejemplo más para recuperar a Medellín"